# Нафтохімік (Кременчук)
Футбольний клуб «Нафтохімік» — український футбольний клуб, з міста Кременчука Полтавської області.

## Історія
Команду «Нафтохімік» було створено в Кременчуку у 1991 році при Кременчуцькому НПЗ.
В першому ж сезоні свого існування «Нафтохімік» пробився в фінал кубка області. Наступний рік приніс нафтохімікам золотий дубль — звання чемпіонів області і обласний кубок.
В цьому ж році команда стартувала в перехідній лізі чемпіонату України, де зайняла перше місце. Сезон 1993/94 «Нафтохімік» провів у другій лізі. Після завершення сезону підсумкового 4-го місця стало достатньо для чергового підвищення в класі. У першій лізі клуб провів 2 сезони, займаючи відповідно 16-е і 15-е місця. Для виступів в сезоні 1996/97 клуб вже не заявився.

## Досягнення
- Чемпіон Полтавської області — 1992.
- Володар кубка Полтавської області — 1992, 1993.
- Перше місце в перехідній лізі України — 1992/93.

## Всі сезони в незалежній Україні
| Сезон   | Чемпіонат      | Чемпіонат | Чемпіонат | Чемпіонат | Чемпіонат | Чемпіонат | Чемпіонат | Чемпіонат | Кубок       | Кубок | Кубок | Кубок | Кубок | Кубок | Кубок | Примітка                                    |
| Сезон   | Ліга           | Місце     | І         | В         | Н         | П         | М         | О         | Етап        | І     | В     | Н     | П     | М     | О     | Примітка                                    |
| ------- | -------------- | --------- | --------- | --------- | --------- | --------- | --------- | --------- | ----------- | ----- | ----- | ----- | ----- | ----- | ----- | ------------------------------------------- |
| 1992/93 | Перехідна (D4) | 1 з 18    | 34        | 21        | 10        | 3         | 56−26     | 52        | 1/64 фіналу | 1     | 0     | 1     | 0     | 1−1   | 1     |                                             |
| 1993/94 | Друга (D3)     | 4 з 22    | 42        | 24        | 7         | 11        | 69−41     | 55        | 1/16 фіналу | 4     | 2     | 1     | 1     | 5−4   | 5     |                                             |
| 1994/95 | Перша (D2)     | 16 з 22   | 42        | 14        | 10        | 18        | 50−50     | 52        | 1/32 фіналу | 3     | 2     | 0     | 1     | 5−3   | 6     |                                             |
| 1995/96 | Перша (D2)     | 15 з 22   | 42        | 16        | 7         | 19        | 43−45     | 55        | 1/16 фіналу | 3     | 2     | 0     | 1     | 7−5   | 6     | після закінчення сезону знявся з чемпіонату |
| Всього  | Перша (D2)     | 2 сезони  | 84        | 30        | 17        | 37        | 93−95     | 107       | >4 сезони   | 11    | 6     | 2     | 3     | 18−13 | 20    |                                             |
| Всього  | Друга (D3)     | 1 сезон   | 42        | 24        | 7         | 11        | 69−41     | 79        |             |       |       |       |       |       |       |                                             |
| Всього  | Перехідна (D4) | 1 сезон   | 34        | 21        | 10        | 3         | 56−26     | 73        |             |       |       |       |       |       |       |                                             |

## Рекорди
- Найбільша перемога — Перша Ліга (D2): 4:0 (ФК СБТС (Суми), 14 листопада 1994 року, Кременчук);
4:0 («Дніпро» (Черкаси), 17 червня 1996 року, Кременчук).
- Найбільша поразка — Перша Ліга (D2): 0:4 («Верес» (Рівне), 8 вересня 1995 року, Рівне).

- Найбільша перемога — Друга Ліга (D3): 5:1 («Таврія» (Херсон), 26 листопада 1993 року, Кременчук).
- Найбільша поразка — Друга Ліга (D3): 0:3 («Титан» (Армянськ), 17 серпня 1993 року, Армянськ).

- Найбільша перемога — Перехідна Ліга (D4): 6:0 («Канатник» (Харцизьк), 26 вересня 1992 року, Кременчук).
- Найбільша поразка — Перехідна Ліга (D4): 1:3 («Олімпік» (Харків), 22 серпня 1992 року, Харків);
0:2 («Динамо» (Луганськ), 10 жовтня 1992 року, Луганськ);
0:2 («Море», 14 листопада 1992 року, Приморський).

- Найбільша перемога — Кубок України: 4:1 («Хімік» (Черкаси), 1 серпня 1993 року, Черкаси).
- Найбільша поразка — Кубок України: 0:3 («Темп» (Шепетівка), 3 листопада 1993 року, Шепетівка).